# ناحیه حرکت
ناحیه حرکت بر اساس تعریف سازمان بین‌المللی هوانوردی کشوری (ایکائو) بخشی از پروازگاه است که برای برخاست، فرود و خزش هواگرد استفاده شده و شامل ناحیه مانوری و صحن فرودگاه می‌شود.
در کانادا منطقه حرکت شامل منطقه مانوری و صحن فرودگاه می‌شود.
در آمریکا منطقه حرکت شامل صحن فرودگاه نمی‌شود. بخش ۱۳۹/۵ مقررات هوانوردی فدرال می‌گوید که "ناحیه حرکت به معنی باند فرودگاه، خزشراه و دیگر مناطقی است که برای خزش، برخاست و فرود هواگرد استفاده می‌شوند و رمپ‌های بارگیری و پارکینگ هواپیماها شامل آن نمی‌شوند." در فرودگاه‌ها یا بالگردگاه‌هایی که در آنها برج مراقبت وجود دارد، ورود به ناحیه حرکت نیازمند مجوز خاص از سوی مراقبت پرواز است.